# Hummeldalträsket
Hummeldalträsket är en sjö i Raseborgs stad i Finland.   Den ligger i landskapet Nyland, i den södra delen av landet, 100 km väster om huvudstaden Helsingfors. Hummeldalträsket ligger 21 meter över havet. I omgivningarna runt Hummeldalträsket växer i huvudsak barrskog. Arean är 3,4 hektar och strandlinjen är 0,78 kilometer lång. Sjön  ingår i Skärgårdshavets kustområde, Åland. 